# Ifjú Gárda

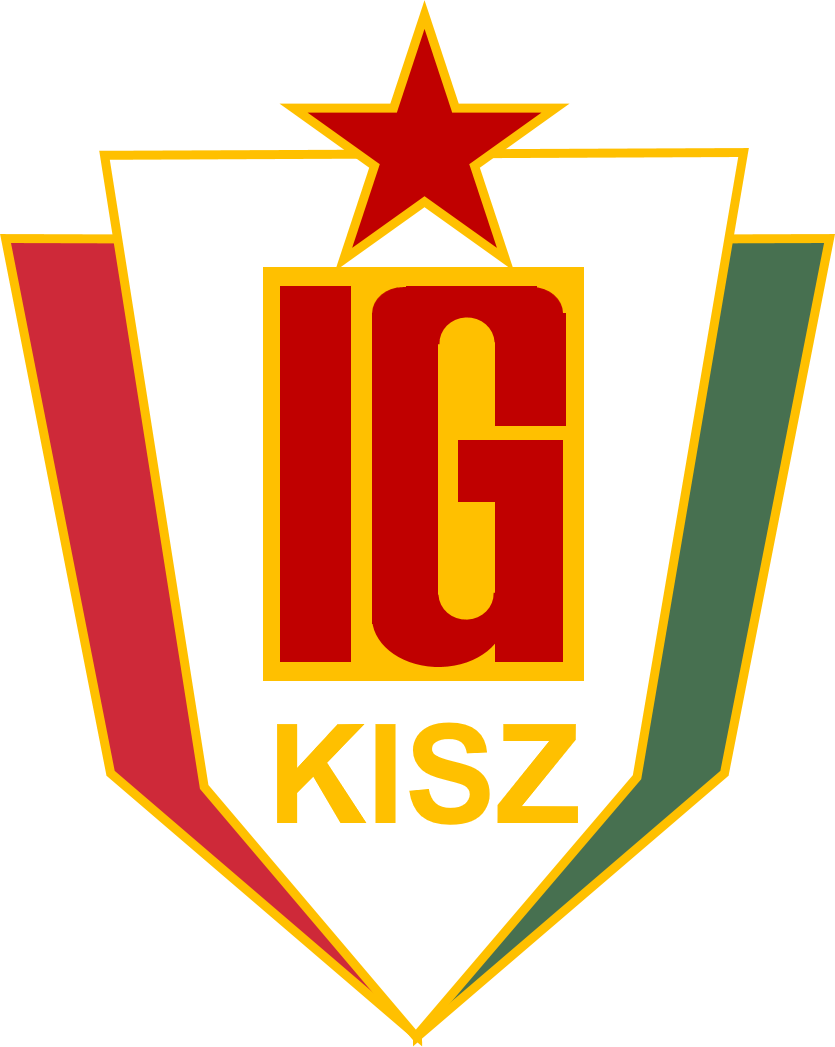
Ifjú Gárda jelvénye

Az Ifjú Gárda eredetileg a KISZ rendezvényeit biztosító rendezőgárdából kialakított, honvédelmi nevelést erősítő félkatonai szervezet volt, a KISZ teljes politikai irányításával.

## Előzmények
Az Ifjú Gárda kifejezés szó szerinti fordítás oroszból: Молодая гвардия. A Szovjetunióban számtalan fogalom viselte ezt a nevet, dal, irodalmi csoport, könyv- és lapkiadó, óvoda, partizán-szervezet..., stb. A legismertebb nálunk ezek közül Alekszandr Fagyejev: Az ifjú gárda c. regénye és az abból készült film, de már a cári Oroszországban volt katonai egység ezen a néven (1813-tól).

## Felépítése
Szervezete alapvetően középiskolákra, munkahelyekre alapozott. Nagyon kevés területi alegység működött. Szervezeti felépítése katonai volt, raj-szakasz-század-zászlóalj. Parancsnoki állománya a megyei szinttől hivatásos katonatisztekből szerveződött, így biztosított volt a szervezet betagosíthatósága a katonai hierarchiába. A fegyveres erők, testületek, rendészeti szervek utánpótlását is biztosította.

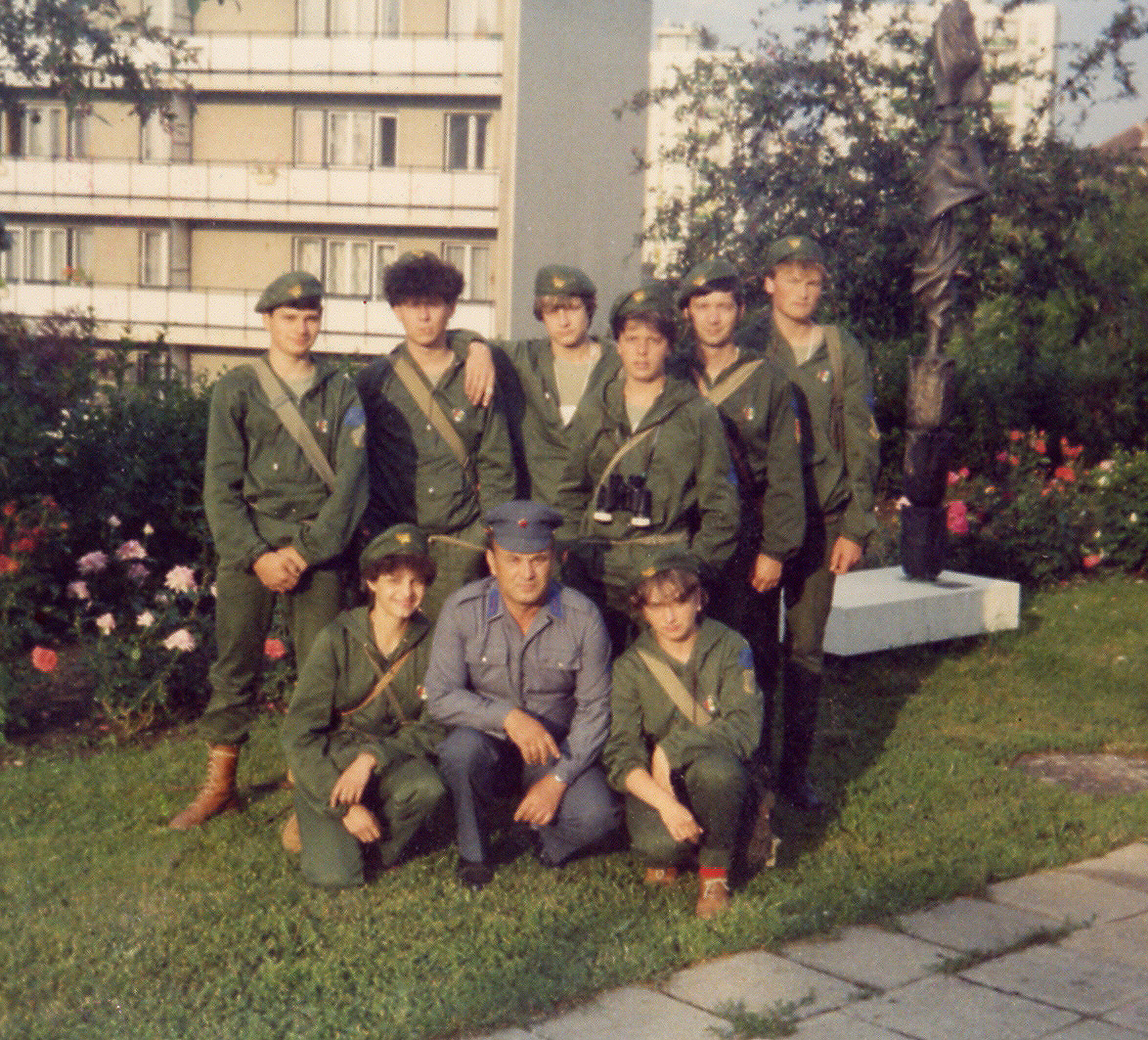
1986. május 31. Pécs. Ifjú Gárda munkásőr alegységek országos versenye.

Az ifjúgárdisták (fiúk és lányok) 14 éves kortól teljesíthettek szolgálatot. A belépés önkéntes volt, de véleményezhette a felettes KISZ-bizottság. A gárdisták a rendezvényeken egyenruhát viseltek, mely országszerte egységes volt. Általános, honvédelmi kiképzésen és politikai foglalkozásokon kívül szakági felkészítésen is részt vettek.
| Szerveződési szint                | Tisztségviselői jelzés | Tisztségviselői jelzés | Tisztségviselői jelzés |
| --------------------------------- | ---------------------- | ---------------------- | ---------------------- |
| országos                          |                        |                        |                        |
| tisztségviselő                    | parancsnokhelyettes    | parancsnok             |                        |
| megyei (budapesti)                |                        |                        |                        |
| tisztségviselő                    | parancsnokhelyettes    | parancsnok             |                        |
| járási, városi, Budapest kerületi |                        |                        |                        |
| tisztségviselő                    | parancsnokhelyettes    | parancsnok             |                        |
| zászlóalj                         |                        |                        |                        |
| tisztségviselő                    | parancsnokhelyettes    | parancsnok             |                        |
| század                            |                        |                        |                        |
| tisztségviselő                    | parancsnokhelyettes    | parancsnok             |                        |
| szakasz                           |                        |                        |                        |
| parancsnokhelyettes               | parancsnok             |                        |                        |
| raj                               |                        |                        |                        |
| parancsnok                        |                        |                        |                        |
| raj alatti szint                  |                        |                        |                        |
|                                   |                        |                        |                        |
| ifjúgárdista                      | ifjúgárdista           | díszegység tagja       | díszegység tagja       |

1972-ben az Ifjú Gárdában 37 zászlóalj, 89 önálló század és 141 szakasz működött. Tagjainak a száma elérte a 31 ezret.
Az Ifjú Gárda 1989-ben feloszlott.

## Szakágak
- honvéd
- határőr
- polgári védelmi
- munkásőr
- rendőr
- tűzoltó
- vízirendész

## Tevékenysége
- szakágnak megfelelő ismeretek elsajátítása
- politikai, ifjúsági, tanintézeti rendezvények biztosítása,
- rendkívüli helyzetekben kisebb-nagyobb mentési, őrzési jelentési feladatok,
- részvétel a kiképzéseken, versenyeken, szemléken.

## További információ
- Dalszöveg - Az ifjú gárda